# Orphulella
Orphulella is een geslacht van rechtvleugeligen uit de familie veldsprinkhanen (Acrididae). De wetenschappelijke naam van dit geslacht is voor het eerst geldig gepubliceerd in 1894 door Giglio-Tos.

## Soorten
Het geslacht Orphulella omvat de volgende soorten:
- Orphulella abbreviata Scudder, 1869
- Orphulella aculeata Rehn, 1900
- Orphulella brachyptera Rehn & Hebard, 1938
- Orphulella chumpi Cigliano, Pocco & Lange, 2011
- Orphulella concinnula Walker, 1870
- Orphulella decisa Walker, 1870
- Orphulella elongata Bruner, 1911
- Orphulella fluvialis Otte, 1979
- Orphulella gemma Otte, 1979
- Orphulella losamatensis Caudell, 1909
- Orphulella nesicos Otte, 1979
- Orphulella orizabae McNeill, 1897
- Orphulella paraguayensis Rehn, 1906
- Orphulella patruelis Bolívar, 1896
- Orphulella pelidna Burmeister, 1838
- Orphulella pernix Otte, 1979
- Orphulella punctata De Geer, 1773
- Orphulella quiroga Otte, 1979
- Orphulella scudderi Bolívar, 1888
- Orphulella speciosa Scudder, 1862
- Orphulella timida Otte, 1979
- Orphulella tolteca Saussure, 1861
- Orphulella trypha Otte, 1979
- Orphulella vittifrons Walker, 1870